# Макарьевская (Тверская область)
Макарьевская — деревня в Калязинском районе Тверской области. Входит в состав Старобисловского сельского поселения.

## География
Находится в юго-восточной части Тверской области на расстоянии приблизительно 15 км на юг-юго-восток по прямой от районного центра города Калязин.

## История
Была отмечена на карте 1825 года. В 1859 году здесь (тогда деревня Калязинского уезда Тверской губернии) было учтено 14 дворов, в 1978 — 23.

## Население
Численность населения: 87 человек (1859 год), 0 в 2002 году, 1 в 2010.